# Srbski dinar
Srbski dinar (srbsko српски динар) je uradna valuta Srbije od leta 2003, ko je zamenjal jugoslovanski dinar. V obdobju Kraljevine Srbije je valuta imela isto ime in je bila v uporabi med letoma 1868 in 1918 (ko jo je zamenjal jugoslovanski dinar).
Mednarodna valutna koda je CSD in trocifrna oznaka je 891. Sam dinar se nadalje deli na 100 par. 30. marca 2006 je bil ameriški dolar vreden 72,7907 srbskih dinarjev in Euro 87,3635 dinarjev.
Obstajajo kovanci za 50 par in 1, 2, 5, 10 ter 20 dinarjev. bankovci obstajajo v vrednosti 10, 20, 50, 100, 200, 500, 1000, 2000 in 5000 dinarjev.
Še danes so v uporabi jugoslovanski dinarji (napis Narodna banka Jugoslavije), a se jih počasi nadomešča z novimi.